# Guineai frank
A frank Guinea hivatalos pénzneme. A frankot 1986-ban vezették be. A nagy infláció miatt 1 GBP 2000-ben 2500 frankot ért, míg 2006-ban már 8000 frank volt ugyanennyi.

## Bankjegyek

### 2019-es sorozat
2018 novemberében bejelentették, hogy kisebb méretű 10 000 ill. új 20 000 frankos bankjegyet vezetnek be.
| Névérték     | Méret | Szín        | Leírás                    | Leírás                                   | Dátumok   | Dátumok          | Dátumok     |
| Névérték     | Méret | Szín        | Előlap                    | Hátlap                                   | nyomtatás | kibocsátás       | visszavonás |
| ------------ | ----- | ----------- | ------------------------- | ---------------------------------------- | --------- | ---------------- | ----------- |
| 2000 frank   |       |             |                           |                                          | 2018      | 2019 április     | forgalomban |
| 10 000 frank |       |             |                           | 2019 április                             | 2018      |                  | forgalomban |
| 20 000 frank |       | kék, ibolya | guineai nő, Guinea címere | Kaleta vízierőmű, áramszállító vezetékek | 2018      | 2019. január 21. | forgalomban |